# Codice ATC N07
Il codice ATC N07 "Altri farmaci per il sistema nervoso" è un sottogruppo terapeutico del sistema di classificazione Anatomico Terapeutico e Chimico, un sistema di codici alfanumerici sviluppato dall'OMS per la classificazione dei farmaci e altri prodotti medici. Il sottogruppo N07 fa parte del gruppo anatomico N dei disturbi del Sistema nervoso.
Codici per uso veterinario (codici ATCvet) possono essere creati ponendo la lettera Q di fronte al codice ATC umano: QN07 ...
Numeri nazionali della classificazione ATC possono includere codici aggiuntivi non presenti in questa lista, che segue la versione OMS.

## N07A Parasimpaticomimetici

### N07AA Anticolinesterasi
N07AA01 Neostigmina
N07AA02 Piridostigmina
N07AA03 Distigmina
N07AA30 Ambenonio
N07AA51 Neostigmina, combinazioni

### N07AB Esteri della colina
N07AB01 Carbacolo
N07AB02 Betanecolo

### N07AX Altri parasimpaticomimetici
N07AX01 Pilocarpina
N07AX02 Colina alfoscerato
N07AX03 Cevimelina

## N07B Farmaci usati nei disturbi da dipendenza

### N07BA Farmaci usati nella dipendenza da nicotina
N07BA01 Nicotina
N07BA03 Vareniclina

### N07BB Farmaci usati nella dipendenza da alcol
N07BB01 Disulfiram
N07BB02 Calcio carbamide
N07BB03 Acamprosato
N07BB04 Naltrexone
N07BB05 Nalmefene

### N07BC Farmaci usati nella dipendenza da oppioidi
N07BC01 Buprenorfina
N07BC02 Metadone
N07BC03 Levacetilmetadolo
N07BC04 Lofexidina
N07BC05 Levometadone
N07BC06 Diamorfina
N07BC51 Buprenorfina, combinazioni

## N07C  Preparazioni antivertigini

### N07CA Preparazioni antivertigini
N07CA01 Betaistina
N07CA02 Cinnarizina
N07CA03 Flunarizina
N07CA04 Acetilleucina
N07CA52 Cinnarizina, combinazioni

## N07X Altre droghe per il sistema nervoso

### N07XX Altre droghe per il sistema nervoso
N07XX01 Tirilazad
N07XX02 Riluzolo
N07XX03 Xaliproden
N07XX04 Sodio ossibato
N07XX05 Amifampridina
N07XX06 Tetrabenazina
N07XX07 Fampridina
N07XX08 Tafamidis
N07XX09 Dimetilfumarato
N07XX10 Laquinimod
N07XX59 Destrometorfano, combinazioni